# Viveiros da Falca

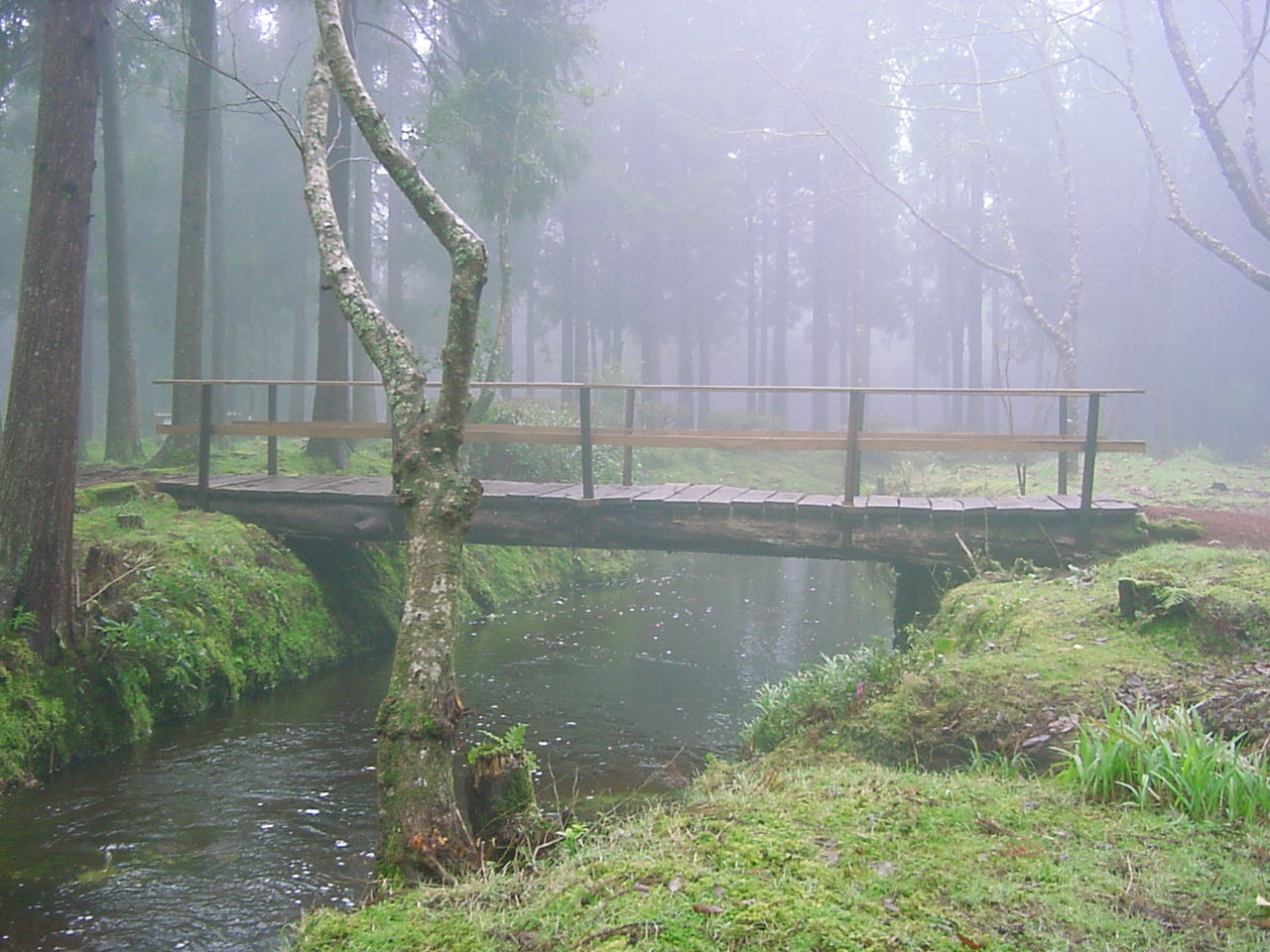
Viveiros da Falca em dia de Nevoeiro.

 Viveiros da Falca  são uma zona de plantio e viveiro de várias espécies de plantas, exóticas e comuns localizada na ilha Terceira, Açores, é propriedade dos Serviços Agrícolas da ilha Terceira, Governo Regional dos Açores e foi criado pela Administração Florestal da ilha Terceira.

0s diferentes espaço cultivados são divididos por sebes de camélias e azáleas e rodeado por bosques de criptomérias, de forma a proteger aquilo que é uma verdadeira reserva florestal de reposição de plantios.

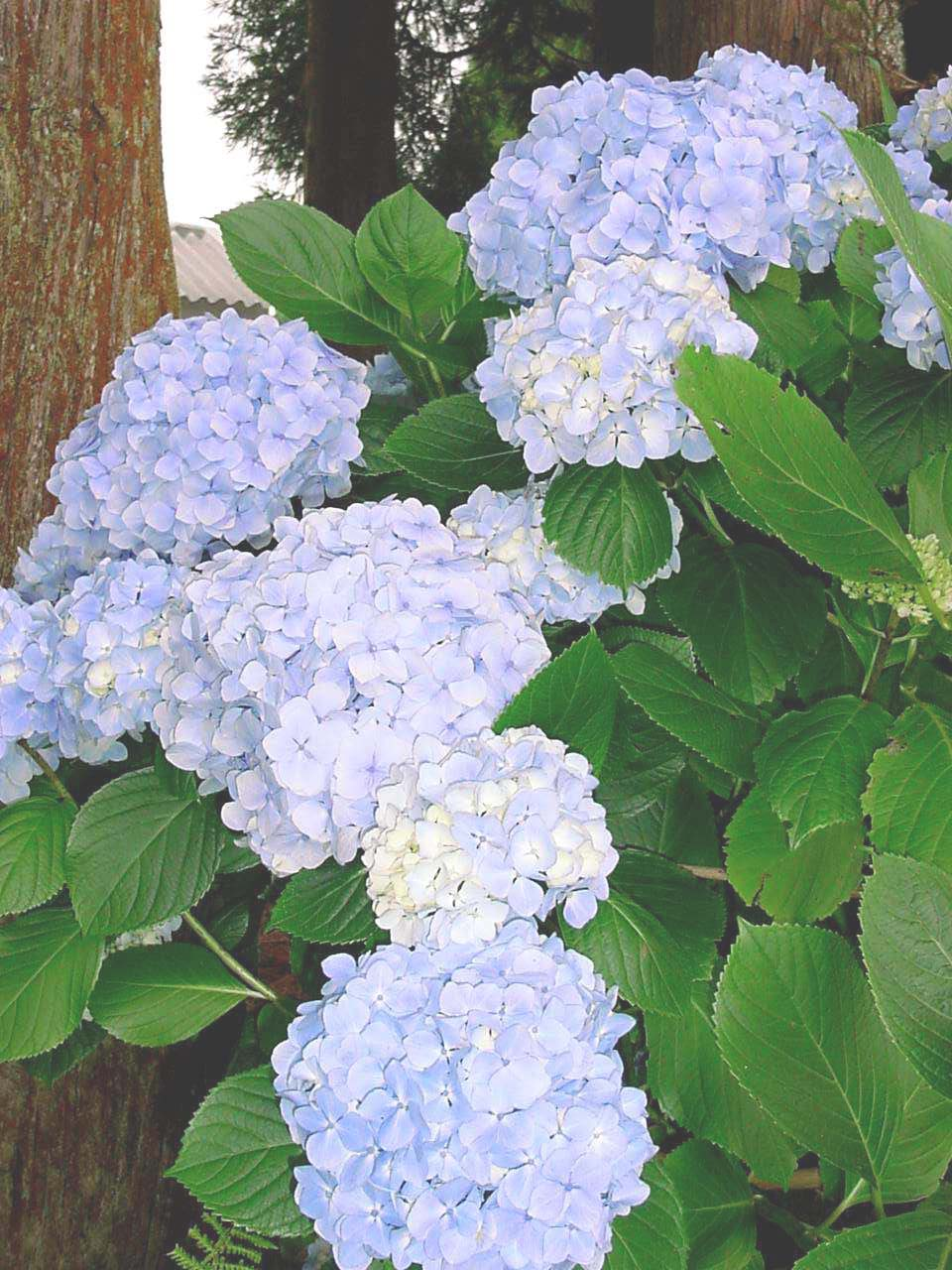
Hortênsia Hydrangeaceae, planta invasora e erradamente considerada originária dos Açores.

São também uma zona de piqueniques e de descanso. Esta zona é percorrida por uma ribeira que nasce nos contrafortes da Serra de Santa Bárbara, passa junto à Lagoa das patas ou da falca antes de alcançar os Viveiros da Falca.
Localiza-se na Freguesia de São Bartolomeu dos Regatos, concelho de Angra do Heroísmo, possui uma área de 6 ha e situa-se a uma altitude de cerca de 425 metros.
Decreto Legislativo Regional N.º 16/1989 de 30 de Agosto , da Assembleia Legislativa Regional dos Açores, cria e delimita as reservas florestais de recreio dos Viveiros da Falca..